# Лев Аргир (турмарх)
Лев Аргир (д/н — до 855) — державний та військовий діяч Візантійської імперії.

## Життєпис
Походив з провінційного роду Аргирів з феми Харсіан. Син Євстафія Аргира, який загинув у 741 році у битві з арабами. Обмежувався діяльністю в рідній фемі. Розпочав службу в провінційних військах за імператора Феофілі, продовжив за його сина Михайлі III. 
Обіймав посаду очільника турми (був турмархом). Завдяки своїм значним статкам зумів зібрати військовий загін, з яким відбив напада павлікіан на фему Арменіакон. Відзначився 843 року під час походу проти павлікіан. Протягом 840—х років діяв також проти арабів, що вдиралися до Малої Азії. Напевне, помер до 855 року.

## Родина
- Євстафій, друнгарій вігли